# جون بارنهيل (كرة سلة)
جون بارنهيل (بالإنجليزية: John Barnhill)‏ مواليد 20 مارس 1938 في ستورغيس - الوفاة 11 نوفمبر 2013، كان لاعب كرة سلة أمريكي. بدأ مسيرته الاحترافية في سنة 1960. تم اختياره من قبل فريق أتلانتا هوكس خلال الدرافت. بلغ طوله 6 قدم 1 بوصة (1.9 م). اعتزل اللعب في 1972.

## المسيرة الاحترافية
لعب مع أتلانتا هوكس من سنة 1962 إلى 1966، ثم لعب مع ديترويت بيستونز في موسم 1965–1966، ثم لعب مع واشنطن ويزاردز في موسم 1966–1967، ثم لعب مع هيوستن روكتس في موسم 1967–1968، ثم لعب مع إنديانا بايسرز من سنة 1969 إلى 1971، ثم لعب مع دنفر ناغتس في سنة 1971، ثم لعب مع إنديانا بايسرز في موسم 1971–72 .

## روابط خارجية
- جون بارنهيل على موقع إن بي أي (الإنجليزية)
- جون بارنهيل على موقع سبورتس رفرنس (الإنجليزية)
- جون بارنهيل على موقع ريلجم (الإنجليزية)
- جون بارنهيل على موقع بروبوليرز (الإنجليزية)
- جون بارنهيل على موقع سبورتس رفرنس (الإنجليزية)